# 鈴木長蔵 (衆議院議員)

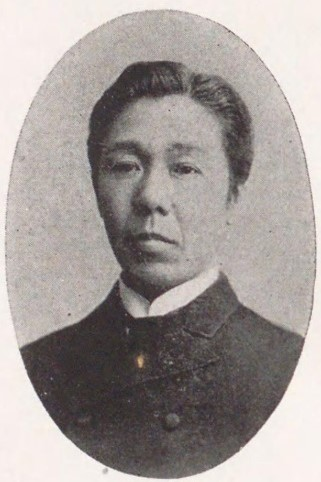
鈴木長蔵

鈴木 長蔵（すずき ちょうぞう、1846年8月12日（弘化3年6月21日）- 1909年（明治42年）5月22日）は、日本の実業家、政治家。衆議院議員、新潟市長。幼名・周蔵。

## 経歴
越後国蒲原郡新潟町上大川前通九番町（現新潟県新潟市中央区上大川前通）で、廻船問屋「小川屋」・鈴木周平の息子として生まれる。私塾で学ぶ。
明治2年3月（1869年）開港用掛になり開港業務に携わり、さらに年寄格・検断を務める。1872年、新潟町の第三、第四小区の戸長に就任。1875年、活版印刷業・隆文社を設立し、それを発行元に1877年『新潟新聞』を創刊した。1879年、新潟県会が開設され、県会議員に選出され副議長を務め、新潟市会議員、同議長も務めた。1891年6月30日、新潟市長に就任し、二期市長を務めて1899年5月30日に退任した。1902年8月、第7回衆議院議員総選挙に新潟市から出馬して当選。第8回総選挙でも当選し、衆議院議員を二期務めた。
実業界では、新潟川汽船会社の設立、北越興商会の結成、北越鉄道の設立などを行い、新潟県農工銀行頭取、初代新潟商業会議所会頭などを務めた。また、1873年、私立新潟病院を設立して取締役となり、西洋医学の導入、普及に努めるなど、多方面にわたり新潟市の発展に尽力した。